# Gustave Saacké
 (juin 2025).
La mise en forme du texte ne suit pas les recommandations de Wikipédia : il faut le « wikifier ».
Les points d'amélioration suivants sont les cas les plus fréquents. Le détail des points à revoir est peut-être précisé sur la page de discussion.
- Les titres sont pré-formatés par le logiciel. Ils ne sont ni en capitales, ni en gras.
- Le texte ne doit pas être écrit en capitales (les noms de famille non plus), ni en gras, ni en italique, ni en « petit »…
- Le gras n'est utilisé que pour surligner le titre de l'article dans l'introduction, une seule fois.
- L'italique est rarement utilisé : mots en langue étrangère, titres d'œuvres, noms de bateaux, etc.
- Les citations ne sont pas en italique mais en corps de texte normal. Elles sont entourées par des guillemets français : « et ».
- Les listes à puces sont à éviter, des paragraphes rédigés étant largement préférés. Les tableaux sont à réserver à la présentation de données structurées (résultats, etc.).
- Les appels de note de bas de page (petits chiffres en exposant, introduits par l'outil «  Source ») sont à placer entre la fin de phrase et le point final[comme ça].
- Les liens internes (vers d'autres articles de Wikipédia) sont à choisir avec parcimonie. Créez des liens vers des articles approfondissant le sujet. Les termes génériques sans rapport avec le sujet sont à éviter, ainsi que les répétitions de liens vers un même terme.
- Les liens externes sont à placer uniquement dans une section « Liens externes », à la fin de l'article. Ces liens sont à choisir avec parcimonie suivant les règles définies. Si un lien sert de source à l'article, son insertion dans le texte est à faire par les notes de bas de page.
- La présentation des références doit suivre les conventions bibliographiques. Il est recommandé d'utiliser les modèles {{Ouvrage}}, {{Chapitre}}, {{Article}}, {{Lien web}} et/ou {{Bibliographie}}. Le mode d'édition visuel peut mettre en forme automatiquement les références.
- Insérer une infobox (cadre d'informations à droite) n'est pas obligatoire pour parachever la mise en page.

Pour une aide détaillée, merci de consulter Aide:Wikification.
Si vous pensez que ces points ont été résolus, vous pouvez retirer ce bandeau et améliorer la mise en forme d'un autre article.
Jean Baptiste Marie Gustave Saacké, né le 20 aout 1884 à Sète et décédé le 18 avril 1975 à Paris, est un architecte français appartenant au mouvement de l'Art déco.

## Biographie
Fils de Frédéric Gustave Saacké, courtier, et de Marie Gleizes, Gustave Saacké est l'élève de Victor Laloux et Charles Lemaresquier. Il est diplômé des Beaux-Arts de Paris le 11 juin 1919 (promotion 1906-1 no 5877) puis s'associe à Jacques Lambert entre 1921 et 1925.
Dans les années 1930, il s'associe à Pierre Bailly et Pierre Montenot, avec lesquels il réalise plusieurs projets. Avec ses associés, il remporte notamment la médaille d'or au concours d'art des Jeux olympiques de 1932 à Los Angeles, dans la catégorie design architectural.

## Vie privée
Marié à Elisabeth Figaret en 1912, il est le père de l'acteur Marie Dominique Saacké, dit Dominique Rozan, né le 4 septembre 1929. Il est le grand-père du réalisateur Jean-Jacques Vierne.
Il est membre de l'Association amicale des anciens élèves de l'atelier Laloux.

## Association avec Jacques Lambert et Pierre Bailly

### Stade Jean-Bouin, Paris 16e, 1925

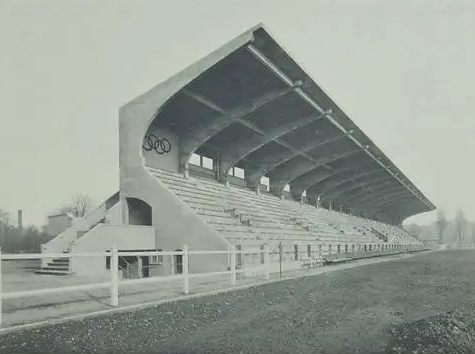
Tribunes de l'ancien stade Jean Bouin.

Avec Jacques Lambert et Pierre Bailly, Gustave Saacké travaille au début des années 1902 à la construction d'un stade dans le 16e arrondissement de Paris. Le nom de Jean-Bouin est hérité de l'ancien stade Jean-Bouin, à proximité du stade Roland-Garros, nommé ainsi en 1916. Le style, très moderne, est permis par la combinaison de béton et d'une coque légère. 
« L'audacieux porte-à-faux et la courbe enlevée créent une dynamique aérienne. »
Rénové en 1968, le stade est cependant détruit en 2010 afin d'ériger un nouveau stade dédié aux matchs de rugby.

### Pavillon des Diamantaires,Exposition des Arts Décoratifsde Paris, 1925
Avec les mêmes associés que pour le Stade Jean-Bouin, Saacké réalise un le Pavillon pour la Chambre Syndicale des Diamantaires à l'Exposition des Arts Décoratifs de Paris. Il y obtient une médaille d'or.

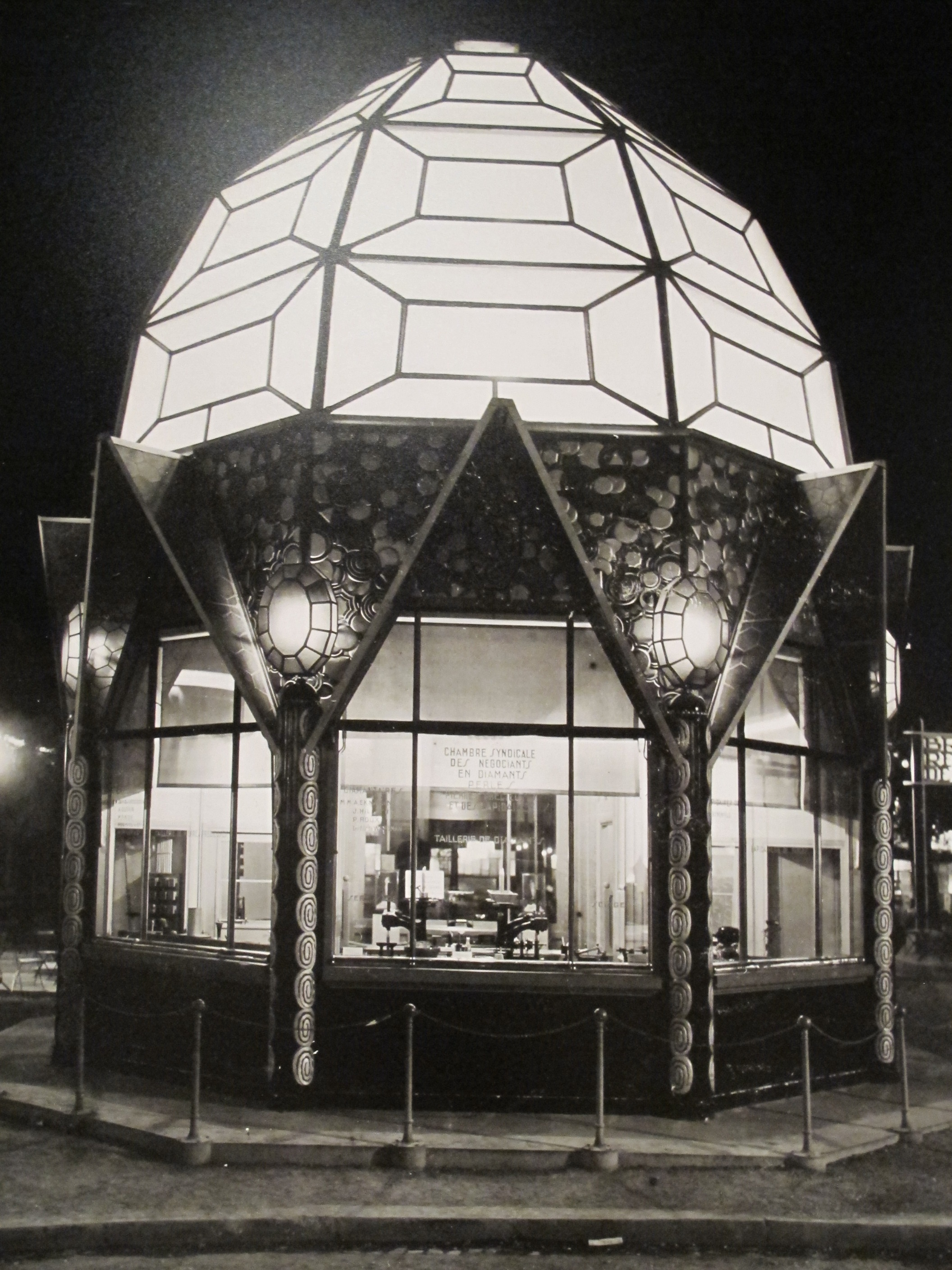
Le Pavillon des diamantaires.

Situé sur l'esplanade des Invalides, le pavillon est très populaire et propose une exposition de pierres et bijoux ainsi des ateliers de « démonstration de la taille du diamant, [...] taille des pierres précieuses et [...] de perçage de la perle fine ». Le style du pavillon est dans la veine des Arts décoratifs.

### Hôtel de Madame de Rodriguez, 6 / 10 avenue des Peupliers, Paris 16e, 1926
En mars 1926, les trois architectes livrent le plan d'un hôtel particulier destiné à une certaine Mme de Rodriguez, situé avenue des Peupliers, en pleine villa Montmorency. Le lot avait été mis en vente début 1924, avec un prix de départ de 200 000 francs. Le style est assez différent des précédents projets, s'inspirant peut-être de l'architecture méditerranéenne. A part une publication dans Encyclopédie de l'architecture : constructions modernes, très peu d'informations sont disponibles sur ce bâtiment ou sur sa commanditaire, peut-être du fait de sa localisation. 
En avril 1929, Mme de Rodriguez était toujours propriétaire de l'hôtel, comme en témoigne le Bulletin municipal officiel de la Ville de Paris. Au vu de sa position au sein de l'élite et de la diplomatie Vénézuélienne, ainsi que la proximité des lieux qu'elle fréquentait avec l'avenue des Peupliers, il est possible que la « Mme de Rodriguez » ayant commandé l'hôtel ait été Ida Rodriguez. Fille de Barnabé Planas, ministre plénipotentiaire du Vénézuela, elle était l'épouse d'Andrès Rodriguez, ancien consul général du Vénézuela en Espagne. L'hôtel aurait pu lui appartenir, à elle (même si elle n'y habitat pas ou peu) ou une de ses filles, Indalecia ou Luisa Delfina.

Occupant d'abord le n°6, le bâtiment est désormais rattaché au n°10 de l'avenue.

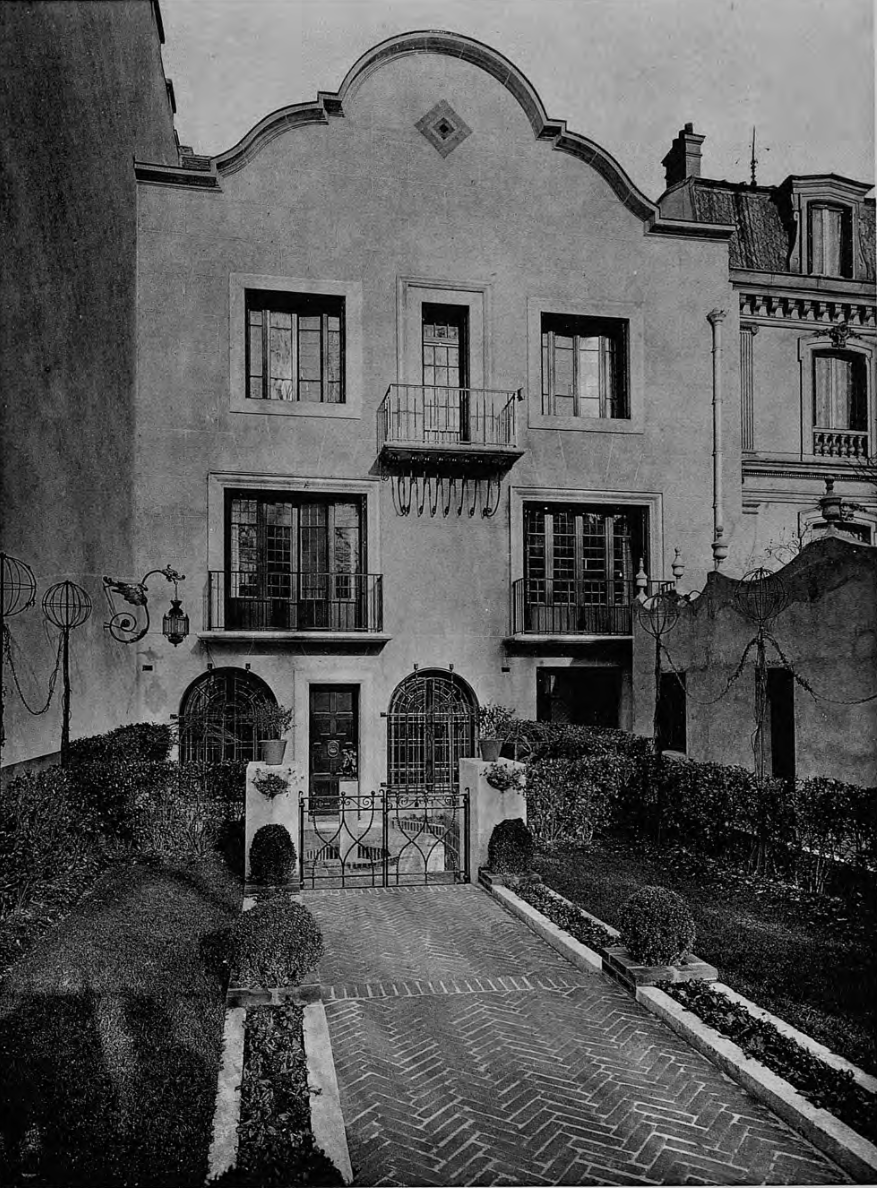
Façade, patio, garage sur la droite.
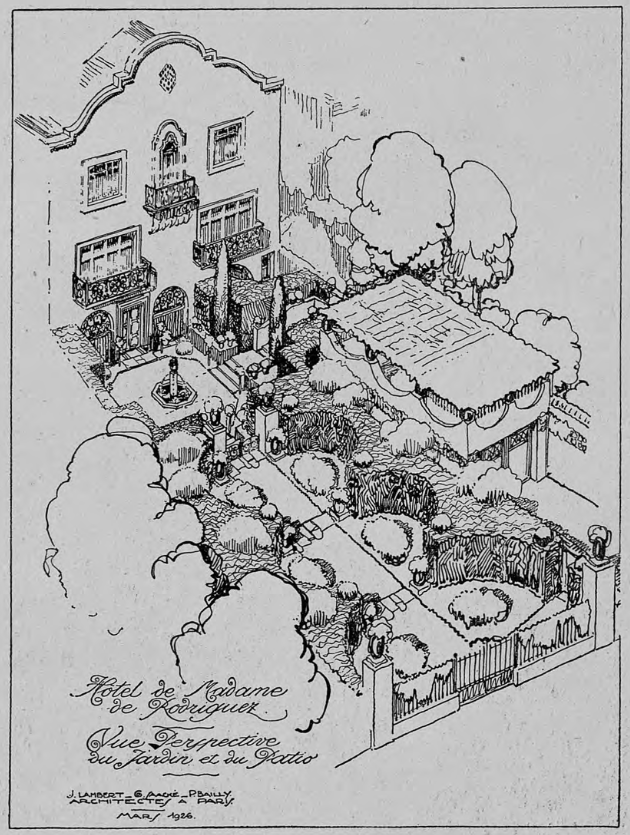
Vue du jardin et du patio.
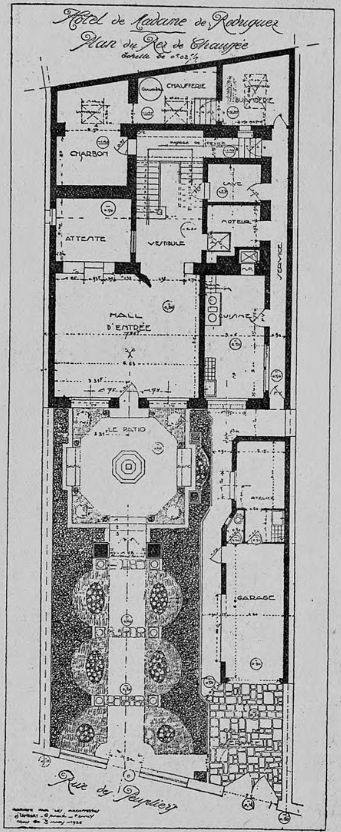
Plan du rez-de-chaussée.
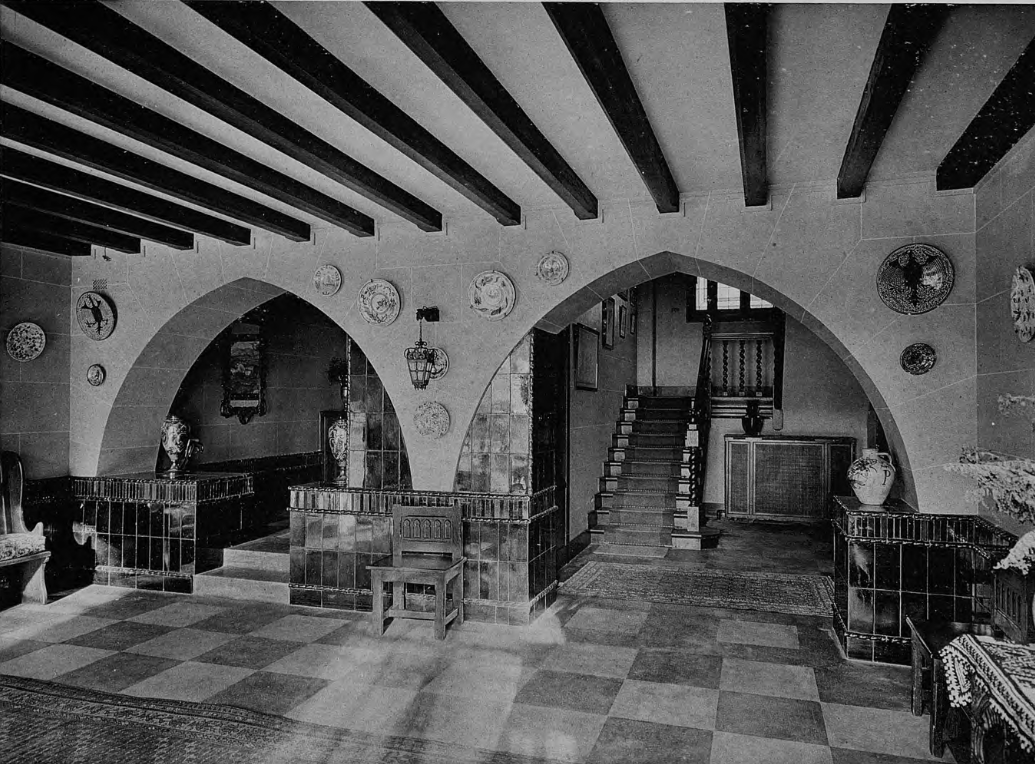
Hall d'entrée.

### Banco Agrícola y Pecuario y Banco Obrero, plaza Girardot,Maracay, Venezuela, 1928

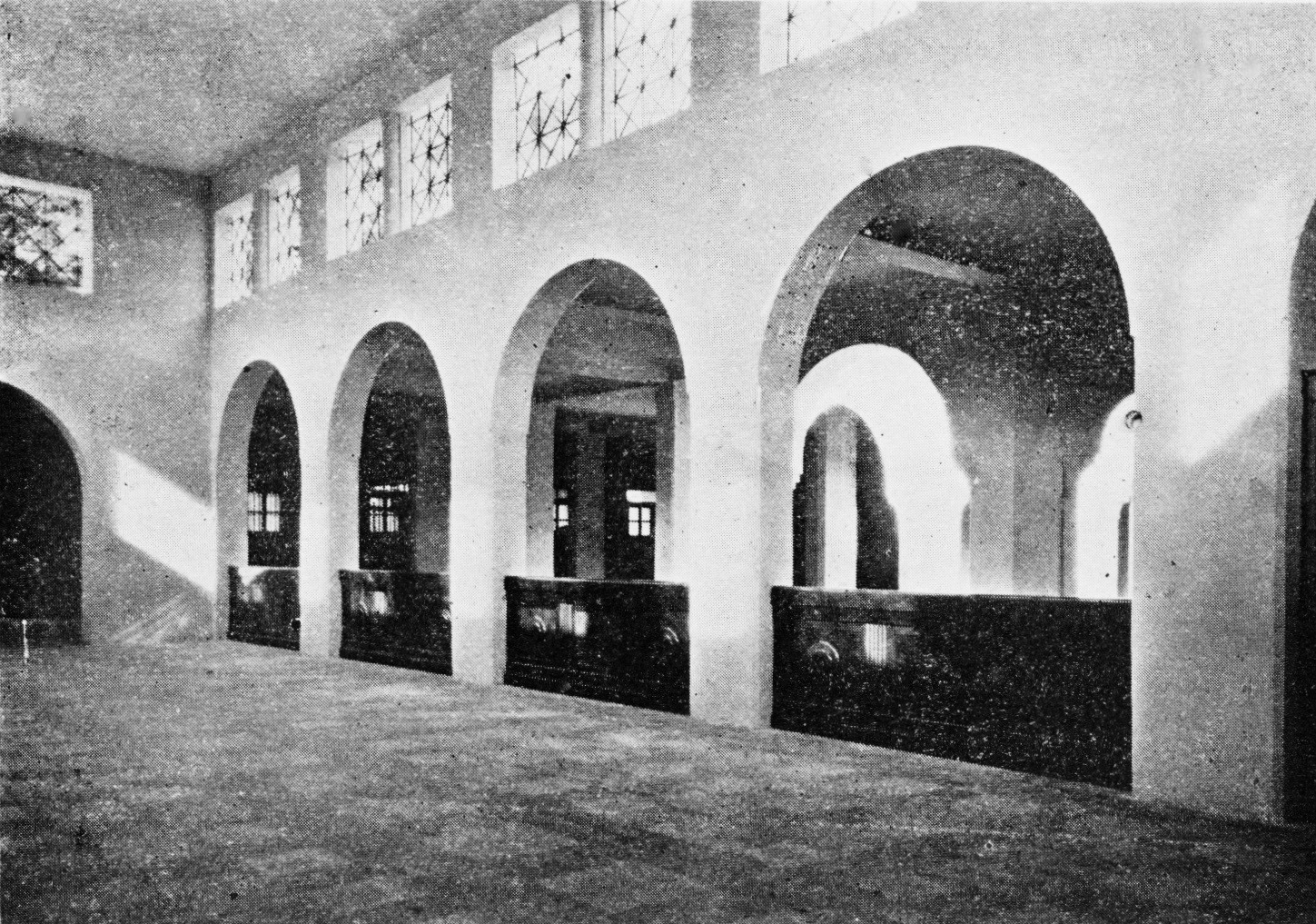
Vue de l'intérieur dans les années 1930.

Peu d'informations subsistent sur le projet originel des architectes. Le bâtiment, prévu pour une banque agricole et une banque ouvrière, est construit d'après le projet de Lambert, Saacké et Bailly avant 1928, mais subit des altérations entre 1928 et 1931. 

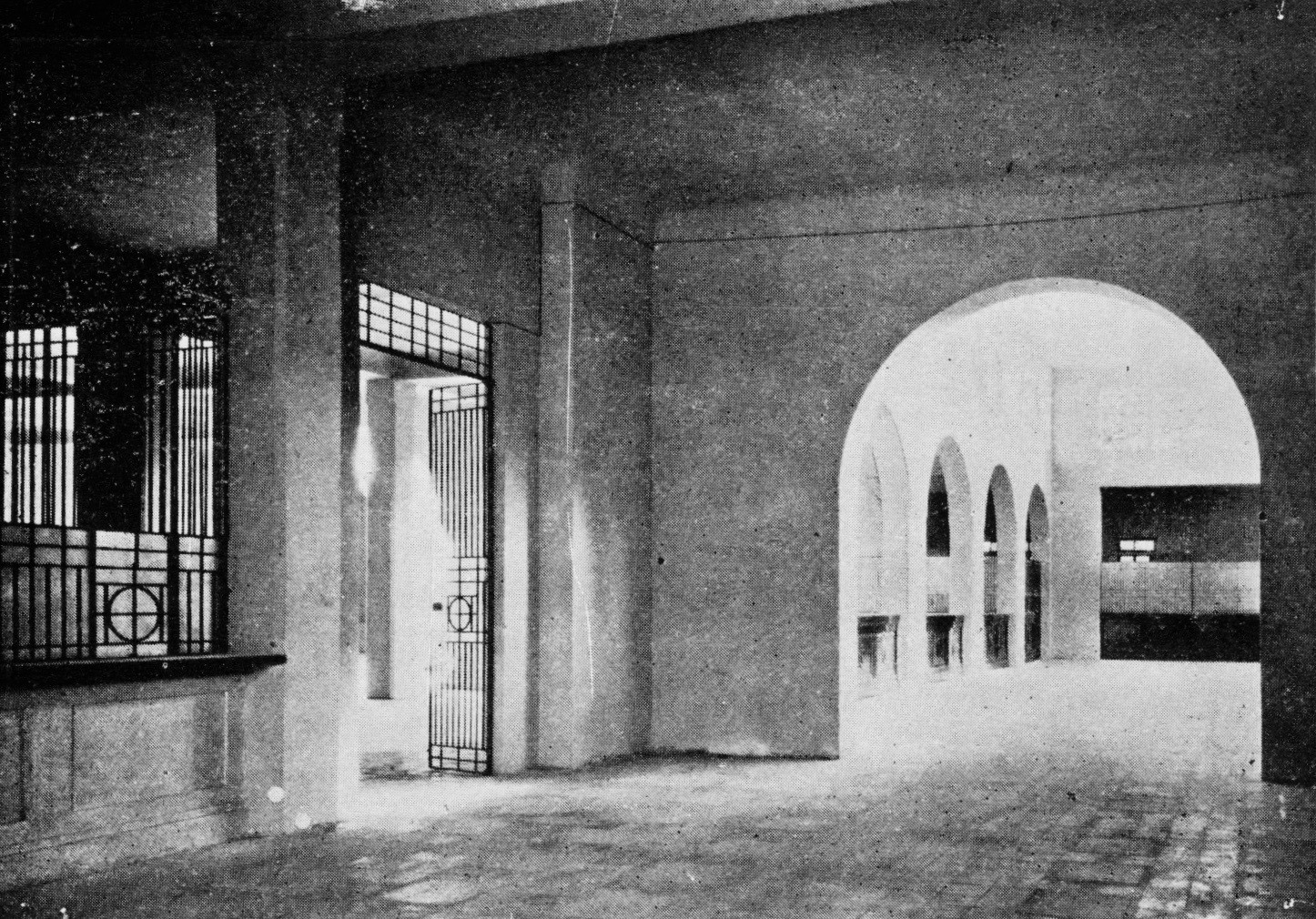
Une autre vue de l'intérieur, à la même époque.

En effet, les plans furent rapidement modifiés par le ministère vénézuélien des travaux publics, par l'intermédiaire de la direction technique. L'architecture et la conception de la façade, ainsi que d'autres détails du bâtiment, sont l’œuvre de l'architecte Carlos Raul Villanueva : il est l'auteur des arches de style mudéjar de la façade, ainsi que de plusieurs aspects académiques.
En l'absence de plus d'informations, il est impossible de savoir exactement quelle est la part des architectes français dans le bâtiment qui subsiste aujourd'hui ou dans les photographies, qu'elles soient plus ou moins anciennes. De nos jours, le bâtiment abrite le Musée d'anthropologie et d'histoire de Maracay(es).

## Association avec Pierre Bailly et Pierre Montenot

### Pavillon de la Nouvelle-Calédonie et dépendances, Exposition coloniale internationale de Paris, 1931
Pour un article plus général, voir Pavillon de la Nouvelle-Calédonie et dépendances à l'Exposition coloniale internationale de 1931.
En 1930, Gustave Saacké, accompagné de son ancien associé Pierre Bailly et de Pierre Montenot, est choisi comme architecte pour le projet de ce qui se nomme encore alors le pavillon du Pacifique Austral. Ils avaient en effet déjà travaillé sur « l’étude d’un projet de construction d’un hôtel des postes à Nouméa ».
Les architectes choisissent de s'inspirer de l'architecture vernaculaire kanake, en particulier des cases de chef. Ainsi, ils reprennent les éléments caractéristiques, tels que le toit pointu, la flèche faitière et les chambranles. Ils adaptent le modèle de la case classique en rajoutant deux parties latérales, celle de droite recevant les îles Wallis et celle de gauche les Nouvelles-Hébrides. La parcelle allouée a une superficie de 1000m², dont la moitié est plantée d’arbres. La surface du pavillon est de 296m², celle des jardins de 240m².

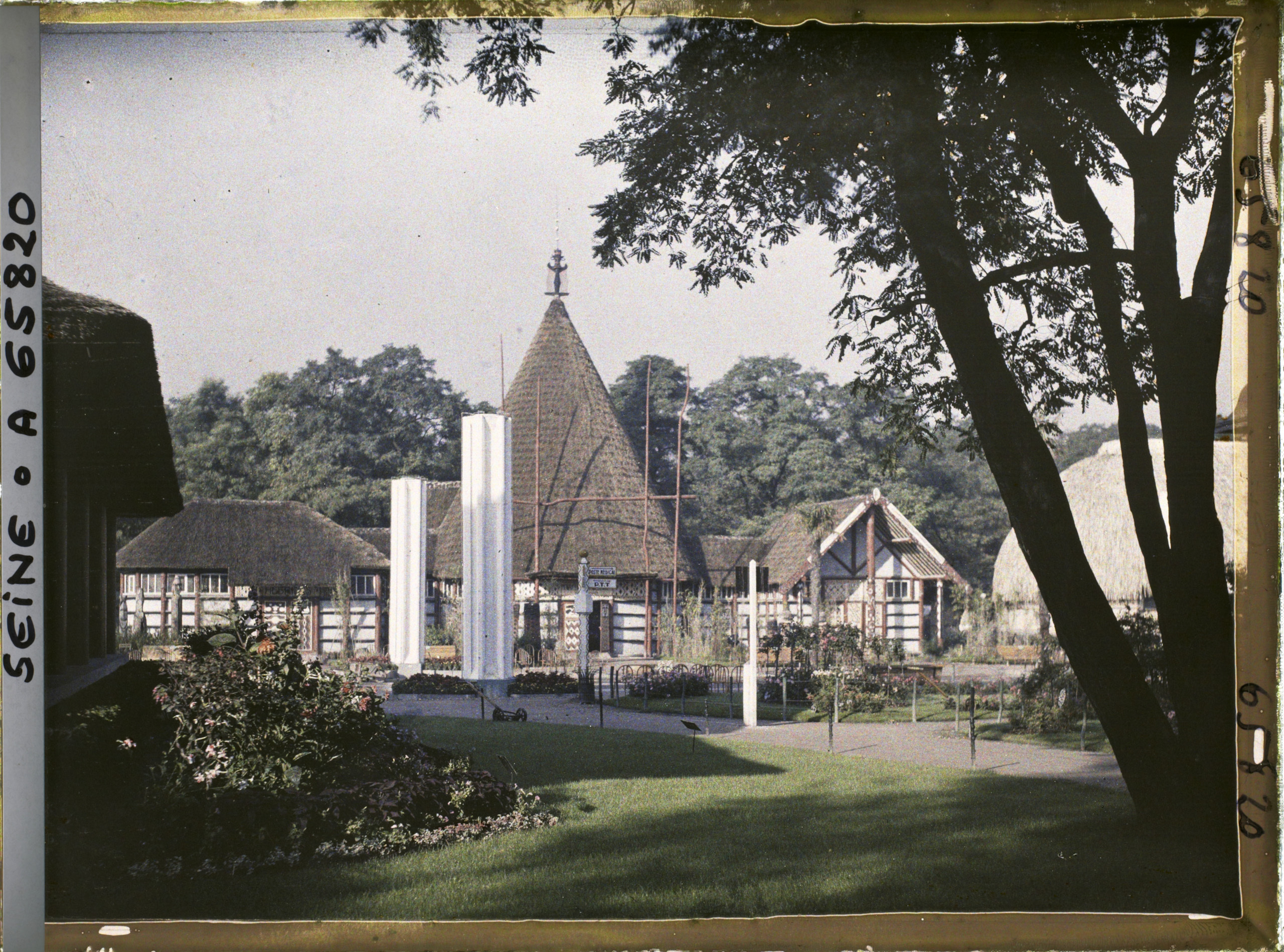
Le pavillon de la Nouvelle-Calédonie et dépendances à l'Exposition Coloniale de 1931. Musée départemental Albert-Kahn.

### Premier prix du concours pour l'hôpital-sanatorium de Versailles, plaine de Voluceau, 1931
Le 7 février 1932, le magazine La Construction Moderne publie les résultats du concours organisé par la Ville de Versailles « pour la construction d'un Hôpital annexe de l'Hôpital civil (Service des Tuberculeux) ». Ce sont Gustave Saacké et Pierre Bailly (sans la participation de Pierre Montenot) qui remportent le premier prix. 

Pour ce projet, les deux architectes prévoient un programme complet. Ils missionnent un paysagiste afin d'aménager le parc autour du sanatorium afin de « créer une atmosphère décorative de façon à faire paraître moins triste le séjour du malade et lui faire oublier son état de santé », mais également de combattre l'humidité et permettre la circulation de l'air. Saacké et Bailly prévoient de multiples solutions afin de s'adapter à l'état des patients : ils prévoient un éclairage intégré dans les sols ou murs (évitant l'accumulation de poussières), des galeries destinées à recevoir les chaises longues pour les malades, mais également un service de désinfection que les architectes expliquent :
« Dans un dessein prophylactique, on a prévu deux réseaux de galeries dont l’un, supérieur, est affecté au passage de tout le matériel propre, alors qu’un autre, aux deux tiers en sous-sol, éclairé et aéré par de vastes soupiraux, sert exclusivement au passage du matériel pollué (crachoirs, linge sale, etc.). Les crachoirs sont évacués par le monte-charge qui aboutit à la galerie inférieure. Nettoyés, ils reviennent par la galerie supérieure, empruntent un autre monte-charge et sont déposés dans un local affecté à cet usage. Le linge sale est évacué par les mêmes voies. »
Saacké et Bailly prévoient également des solutions économiques et pratiques comme la centralisation des systèmes de vapeur, systèmes choisis comme source d'énergie plutôt que les chaudières, bruyantes et poussiéreuses. Ils prévoient une construction en béton armé, avec une silhouette à gradins permettant des terrasses pour les dortoirs.

Si l'article de La Construction Moderne précise que les deux architectes sont lauréats du « Premier prix et réalisation », l'hôpital-sanatorium n'a jamais été construit. 

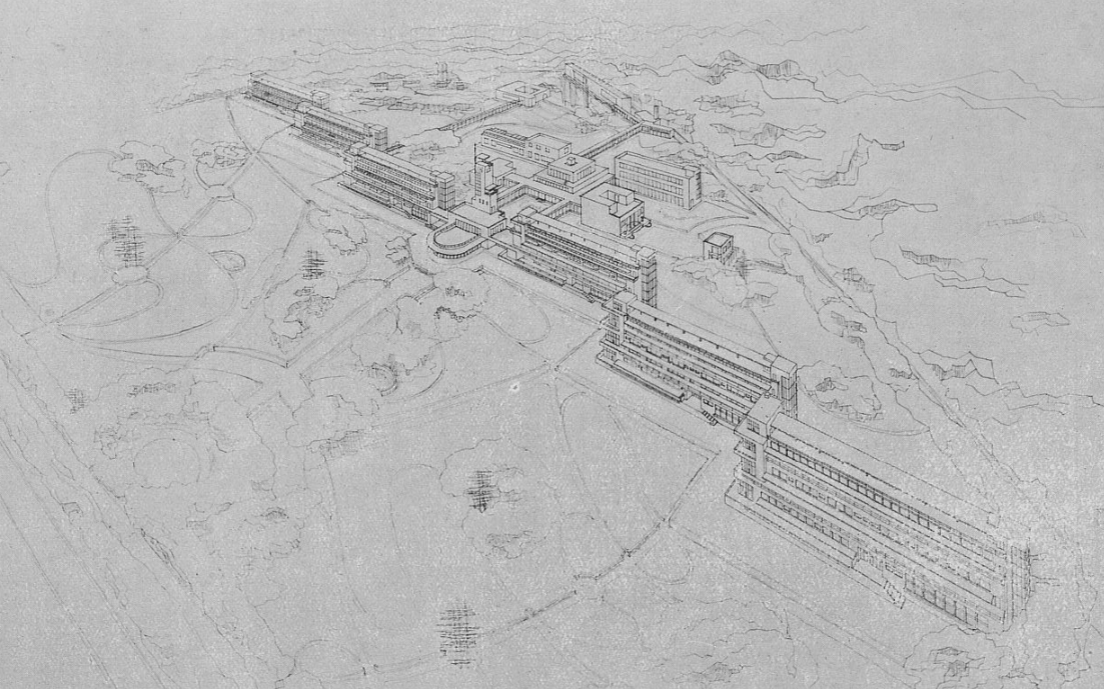
Détail de la vue perspective.
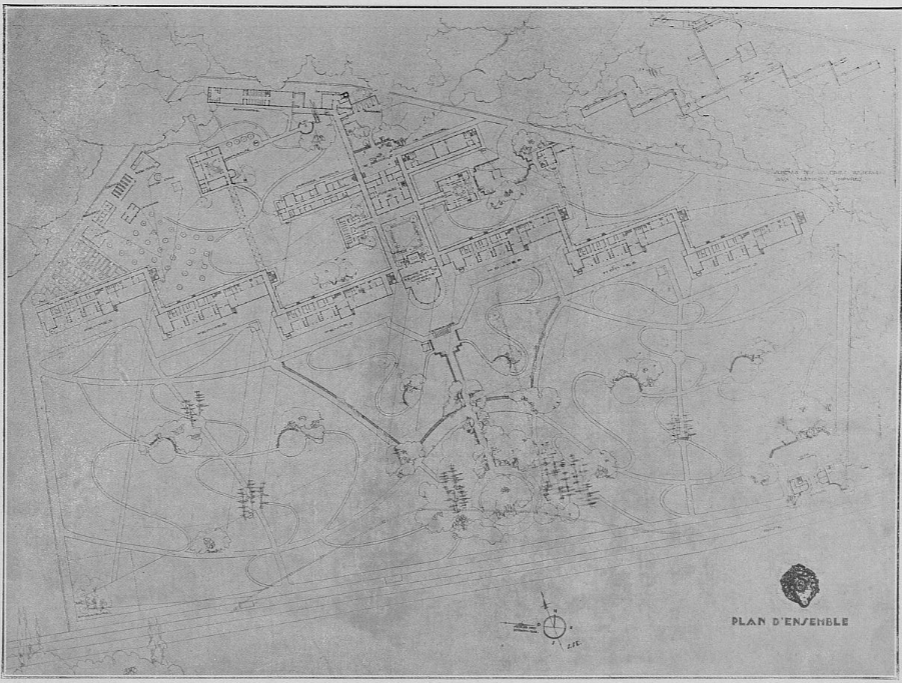
Plan au sol global.
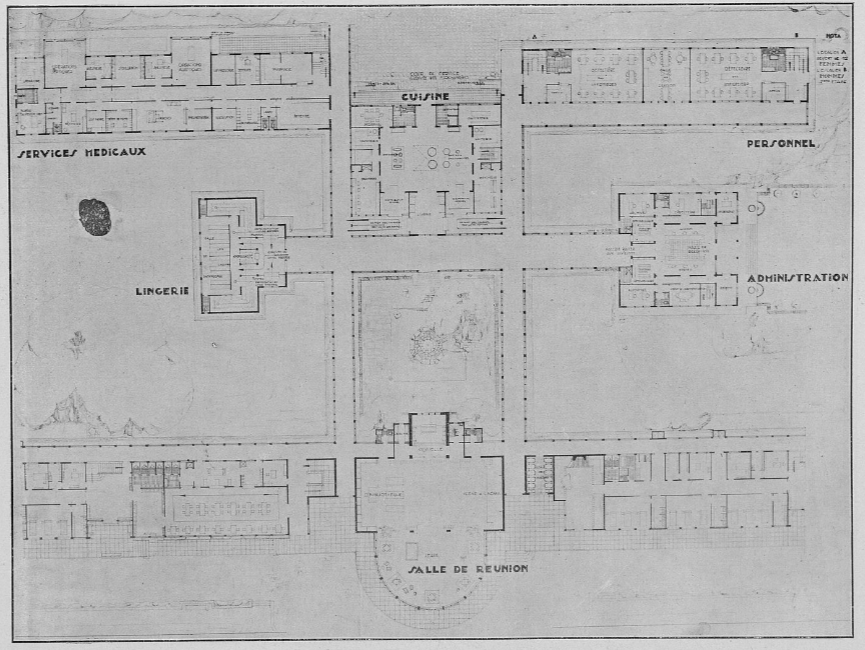
Plan au sol des bâtiments.
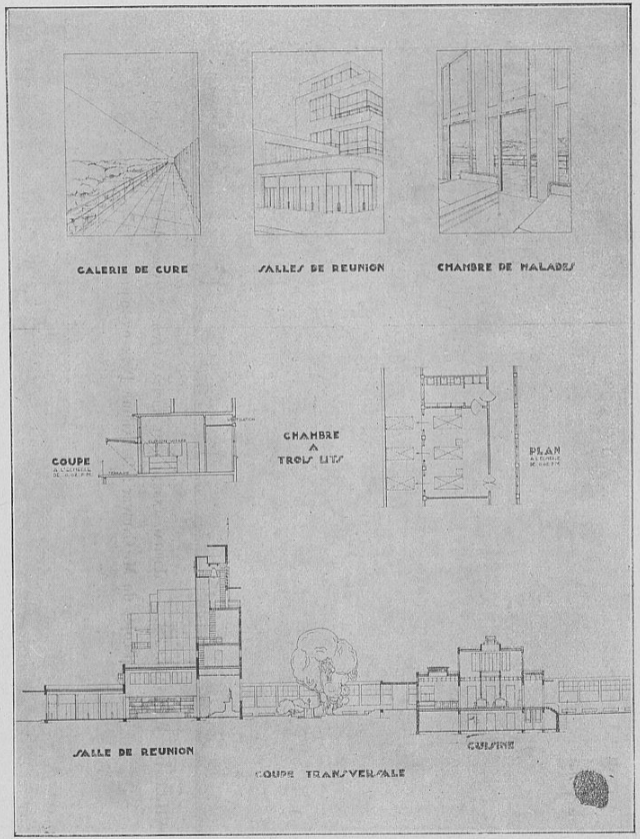
Salles, vues et coupes.
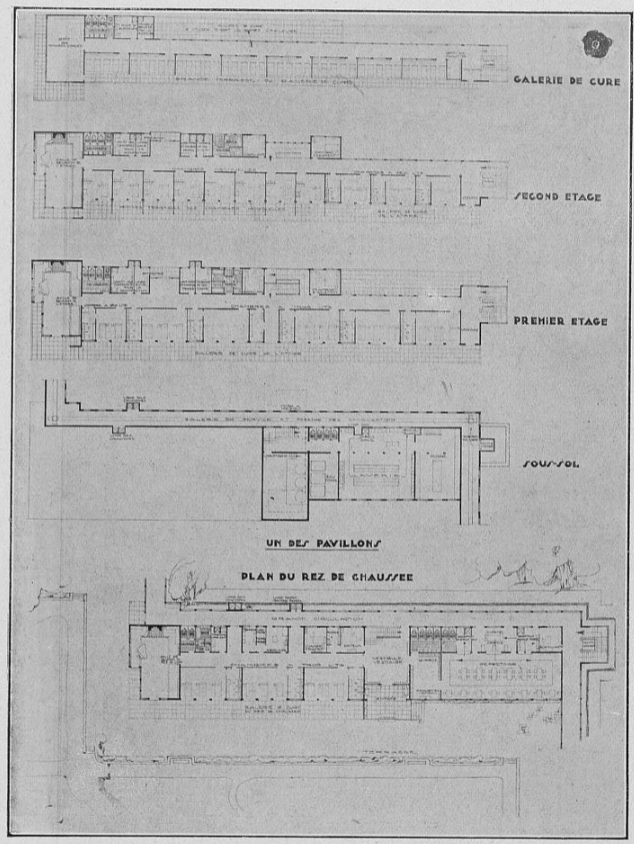
Plan au sol des étages et galeries.

### Médaillés d'or: «Cirque pour Toros»,Jeux Olympiques de 1932, Los Angeles

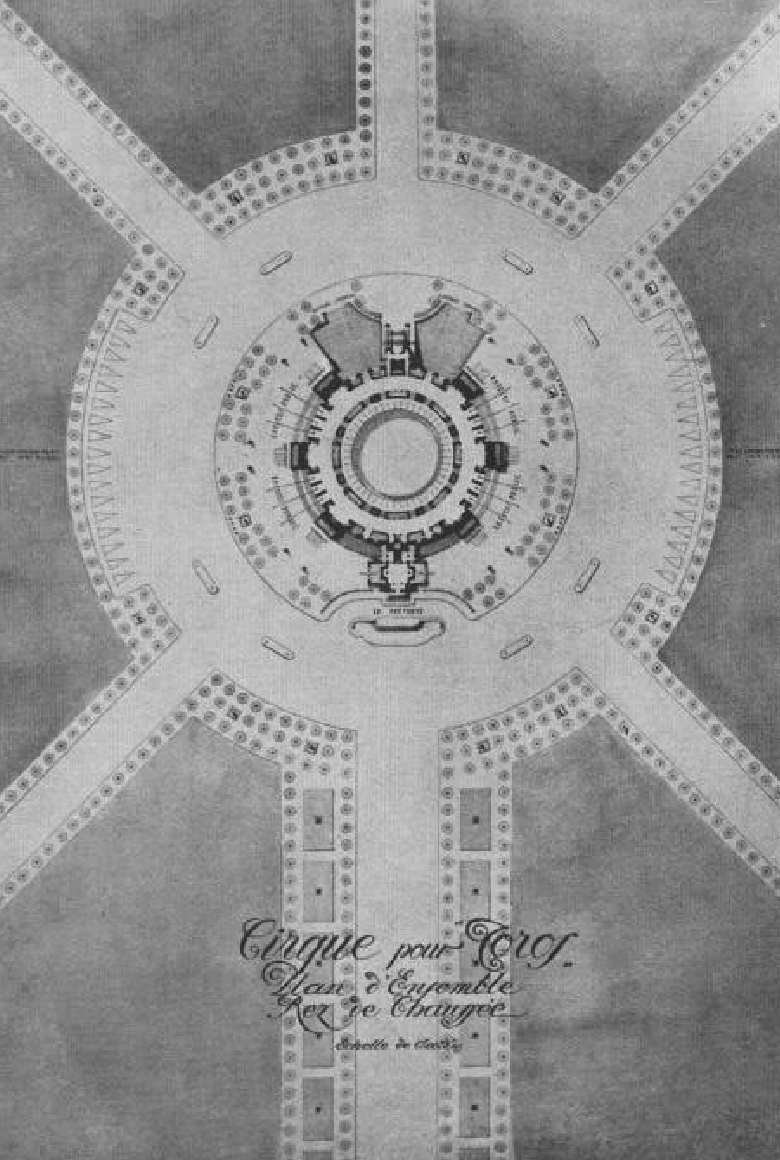
Cirque pour Toros, projet gagnant à la catégorie design des Jeux Olympiques de Los Angeles 1932.

La victoire des architectes associés Saacké, Bailly et Montenot dans la catégorie design architectural parait au premier abord étrange. En effet, les architectes choisissent de présenter le projet d'une arène à taureaux, alors même que la corrida n'appartient pas aux disciplines olympiques. Le projet se nomme « Cirque pour Toros ». Les architectes participent au concours à la demande du Comité olympique français et, en plus du « Cirque pour Toros », ils proposent deux autres projets : un stade nautique et un centre de propagande pour la natation.
Les architectes sont eux-mêmes des sportifs : Gustave Saacké est membre du Club athlétique des sports généraux (C.A.S.G.), fondateur de l'Oplympique Sétois mais pratique également le tennis, la natation et le hockey. En 1932, il était capitaine de l'équipe première de hockey du C.A.S.G.. Dans un entretien après la victoire au concours, il dit « adore[r] les sports » et faire de la course, du hockey et du tennis depuis l'âge de 16 ans. Pierre Bailly est membre du Sporting Club Universitaire de France (S.C.U.F.) et ancien champion de France militaire d'aviron (1912), tandis que Pierre Montenot est membre du Stade Français et pratique l'équitation, la natation, le patinage, l'aviron et la voile.